# TSG Blankenloch
Die TSG Blankenloch (Turn- und Sportgemeinschaft Blankenloch e. V.) ist ein Mehrspartensportverein in Blankenloch.

## Geschichte
Die TSG Blankenloch wurde am 17. Oktober 1968 gegründet. Treibende Kraft waren damals unzufriedene Turner und Tischtennisspieler, die den Ausschlag gaben, dass neben dem SV Blankenloch ein zweiter Sportverein in Blankenloch entstand. 1978 stellte die Gemeinde das heutige Sportgelände zur Verfügung. 1984 erhielt die TSG den Zuschlag für einen von der Stadt Karlsruhe ausgeschriebenen Schulpavillon, der zum neuen Domizil des Vereins umgebaut wurde. Der Startschuss fiel im Mai 1985. Nach vielen freiwilligen Arbeitsstunden konnte im Juni 1987 das Vereinsheim eingeweiht werden.

## Abteilungen
Der Verein besteht aus Abteilungen für Volleyball, Indiaca, Basketball, Turnen, Leichtathletik, Boxen, Tischtennis und Skigymnastik.

### Volleyball
Die Volleyball-Männermannschaft ist seit 2018/19 in der 3. Liga Süd vertreten. Die Beachvolleyball-Abteilung führt regelmäßig Turniere durch. Die erste Frauen-Mannschaft spielt in der Bezirksliga.
Sehr beliebt ist das Ortsturnier für Freizeitmannschaften mit maximal einem Aktiven (bis Verbandsliga) auf dem Feld am Muttertag.

### Indiaca
Der 2005 aufgebauten Schülergruppe (11–14 Jahre) gelang bereits nach zwei Jahren mit dem Gewinn der deutschen Meisterschaft eine Überraschung. Dieser Erfolg war eine Initialzündung, so dass seither die TSG Blankenloch ein Begriff in der Indiacaszene Deutschlands ist. Schüler und Junioren holten in den letzten Jahren 12 von 20 Titeln bei deutschen Meisterschaften. Beim Junior Worldcup 2017 ging die Trophäe zum zweiten Mal nach 2014 nach Blankenloch. Die Herren erreichten Rang drei der Deutschen Indiacaliga. 2017 wurde TSG-Spieler Danny Krimmel mit der deutschen Nationalmannschaft Weltmeister. Die Junioren konnten diesen Titel ebenfalls erringen. Bei der WM 2022 in Luxembourg sind mit Danny Krimmel, Justin Rieger und Marvin Walz drei Spieler der TSG in der deutschen Nationalmannschaft vertreten.

### Tischtennis
Die Herren spielen in der Kreisliga.

### Leichtathletik
Die Abteilung organisiert den Stutenseer Stadtlauf und den Triathlon.

### Darts
Die Dartsabteilung wurde im Juni 2022 gegründet. Sie besteht aus den beiden Mannschaften Titans und One80s.

## Gesundheitssport
Der Verein ist Teil der Vereinsinitiative Gesundheitssport, der weitere Vereine aus der Region wie Karlsruher Turnverein 1846, SV Karlsruhe-Beiertheim, SSC Karlsruhe oder SSV Ettlingen angehören. Die Rehabilitationssportgruppen sind vom Deutschen und Badischen Behindertensportverband geprüft, zertifiziert und anerkannt. Die Übungsleiter sind speziell ausgebildet mit entsprechender Lizenz und Fortbildung mindestens alle zwei Jahre.